# Corsavy
Corsavy  ou Cortsaví (catalan) est une commune française située dans le sud du département des Pyrénées-Orientales, en région Occitanie. Sur le plan historique et culturel, la commune est dans le Vallespir, ancienne vicomté (englobée au Moyen Âge dans la vicomté de Castelnou), rattachée à la France par le traité des Pyrénées (1659) et correspondant approximativement à la vallée du Tech, de sa source jusqu'à Céret.
Exposée à un climat océanique altéré, elle est drainée par le Riuferrer, la rivière de la Fou, la rivière del Freixe et par divers autres petits cours d'eau. La commune possède un patrimoine naturel remarquable composé d'une zone naturelle d'intérêt écologique, faunistique et floristique.
Corsavy est une commune rurale qui compte 247 habitants en 2022, après avoir connu un pic de population de 1 007 habitants en 1841. Elle fait partie de l'aire d'attraction d'Amélie-les-Bains-Palalda. Ses habitants sont appelés les Corsavinois ou  Corsavinoises.

## Géographie

### Localisation
La commune de Corsavy se trouve dans le département des Pyrénées-Orientales, en région Occitanie.
Elle se situe à 36 km à vol d'oiseau de Perpignan, préfecture du département, à 14 km de Céret, sous-préfecture, et à 8 km d'Amélie-les-Bains-Palalda, bureau centralisateur du canton du Canigou dont dépend la commune depuis 2015 pour les élections départementales.
La commune fait en outre partie du bassin de vie d'Amélie-les-Bains-Palalda.
Les communes les plus proches sont : 
Montferrer (3,3 km), Arles-sur-Tech (4,6 km), Montbolo (6,6 km), Le Tech (6,9 km), Amélie-les-Bains-Palalda (7,7 km), Taulis (7,7 km), Serralongue (7,9 km), Saint-Marsal (8,6 km).
Sur le plan historique et culturel, Corsavy fait partie du Vallespir, ancienne vicomté (englobée au Moyen Âge dans la vicomté de Castelnou), rattachée à la France par le traité des Pyrénées (1659) et correspondant approximativement à la vallée du Tech, de sa source jusqu'à Céret.

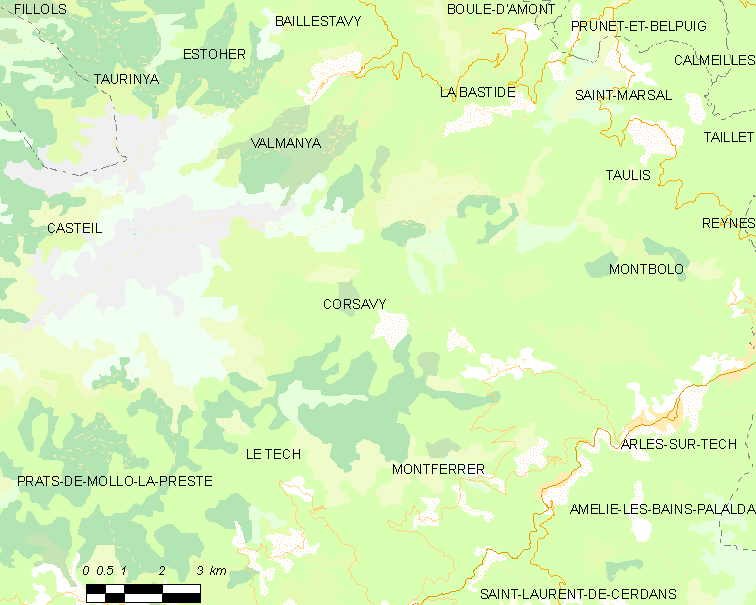
Situation de la commune de Corsavy.

| Valmanya | La Bastide | Saint-Marsal, Taulis |
| Casteil  | Corsavy    | Montbolo             |
| Le Tech  | Montferrer | Arles-sur-Tech       |

### Paysages et relief
Les gorges de la Fou servent de limite entre les communes de Montferrer et de Corsavy. Le lieu est assez spectaculaire et visitable à la belle saison : sur une longueur d'environ deux kilomètres, les gorges atteignent une profondeur de 250 mètres, se resserrant parfois jusqu'à ne pas dépasser la largeur d'un mètre entre les deux parois.
Sur les hauteurs se trouve le lieu-dit Batère connu pour ses mines de fer et sa tour à signaux ruinée.
La commune est classée en zone de sismicité 4, correspondant à une sismicité moyenne.

### Climat
Pour des articles plus généraux, voir Climat de l'Occitanie et Climat des Pyrénées-Orientales.
En 2010, le climat de la commune est de type climat du Bassin du Sud-Ouest, selon une étude du CNRS s'appuyant sur une série de données couvrant la période 1971-2000. En 2020, Météo-France publie une typologie des climats de la France métropolitaine dans laquelle la commune est dans une zone de transition entre le climat de montagne et le climat méditerranéen et est dans la région climatique Pyrénées orientales, caractérisée par une faible pluviométrie, un très bon ensoleillement (2 600 h/an), un air sec, particulièrement en hiver et peu de brouillards.
Pour la période 1971-2000, la température annuelle moyenne est de 12,1 °C, avec une amplitude thermique annuelle de 14,6 °C. Le cumul annuel moyen de précipitations est de 917 mm, avec 5,7 jours de précipitations en janvier et 5,5 jours en juillet. Pour la période 1991-2020, la température moyenne annuelle observée sur la station météorologique la plus proche, située sur la commune du Tech à 7 km à vol d'oiseau, est de 12,9 °C et le cumul annuel moyen de précipitations est de 1 146,5 mm,. Pour l'avenir, les paramètres climatiques de la commune estimés pour 2050 selon différents scénarios d’émission de gaz à effet de serre sont consultables sur un site dédié publié par Météo-France en novembre 2022.

### Milieux naturels et biodiversité

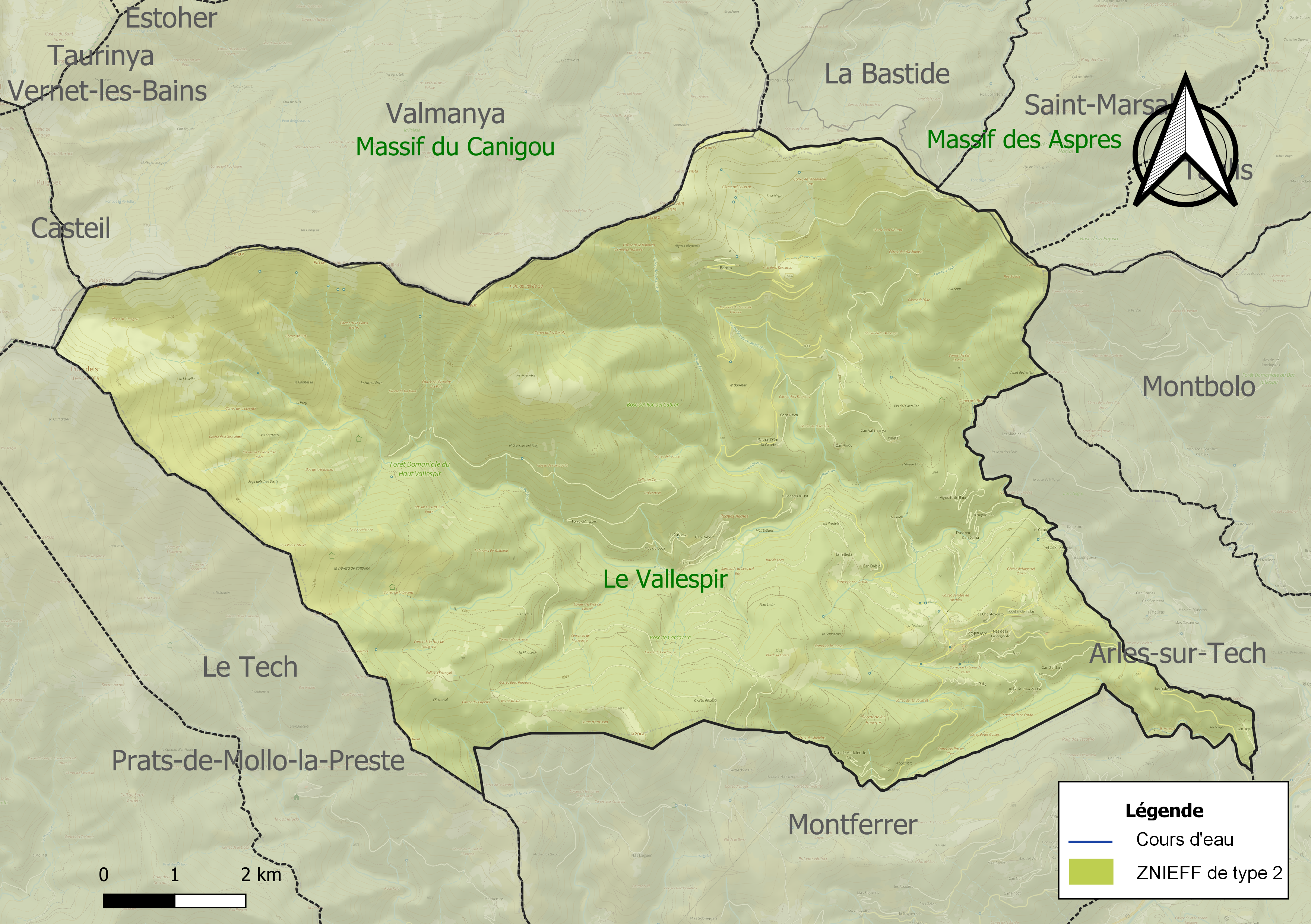
Carte de la ZNIEFF de type 2 localisée sur la commune.

L’inventaire des zones naturelles d'intérêt écologique, faunistique et floristique (ZNIEFF) a pour objectif de réaliser une couverture des zones les plus intéressantes sur le plan écologique, essentiellement dans la perspective d’améliorer la connaissance du patrimoine naturel national et de fournir aux différents décideurs un outil d’aide à la prise en compte de l’environnement dans l’aménagement du territoire.
Une ZNIEFF de type 2 est recensée sur la commune :
« le Vallespir » (47 344 ha), couvrant 18 communes du département.

## Urbanisme

### Typologie
Au 1er janvier 2024, Corsavy est catégorisée commune rurale à habitat très dispersé, selon la nouvelle grille communale de densité à sept niveaux définie par l'Insee en 2022.
Elle est située hors unité urbaine. Par ailleurs la commune fait partie de l'aire d'attraction d'Amélie-les-Bains-Palalda, dont elle est une commune de la couronne,. Cette aire, qui regroupe 6 communes, est catégorisée dans les aires de moins de 50 000 habitants,.

### Occupation des sols
L'occupation des sols de la commune, telle qu'elle ressort de la base de données européenne d’occupation biophysique des sols Corine Land Cover (CLC), est marquée par l'importance des forêts et milieux semi-naturels (96 % en 2018), une proportion sensiblement équivalente à celle de 1990 (96,6 %). La répartition détaillée en 2018 est la suivante : 
forêts (58 %), milieux à végétation arbustive et/ou herbacée (28 %), espaces ouverts, sans ou avec peu de végétation (10 %), zones agricoles hétérogènes (3,5 %), prairies (0,5 %). L'évolution de l’occupation des sols de la commune et de ses infrastructures peut être observée sur les différentes représentations cartographiques du territoire : la carte de Cassini (XVIIIe siècle), la carte d'état-major (1820-1866) et les cartes ou photos aériennes de l'IGN pour la période actuelle (1950 à aujourd'hui).

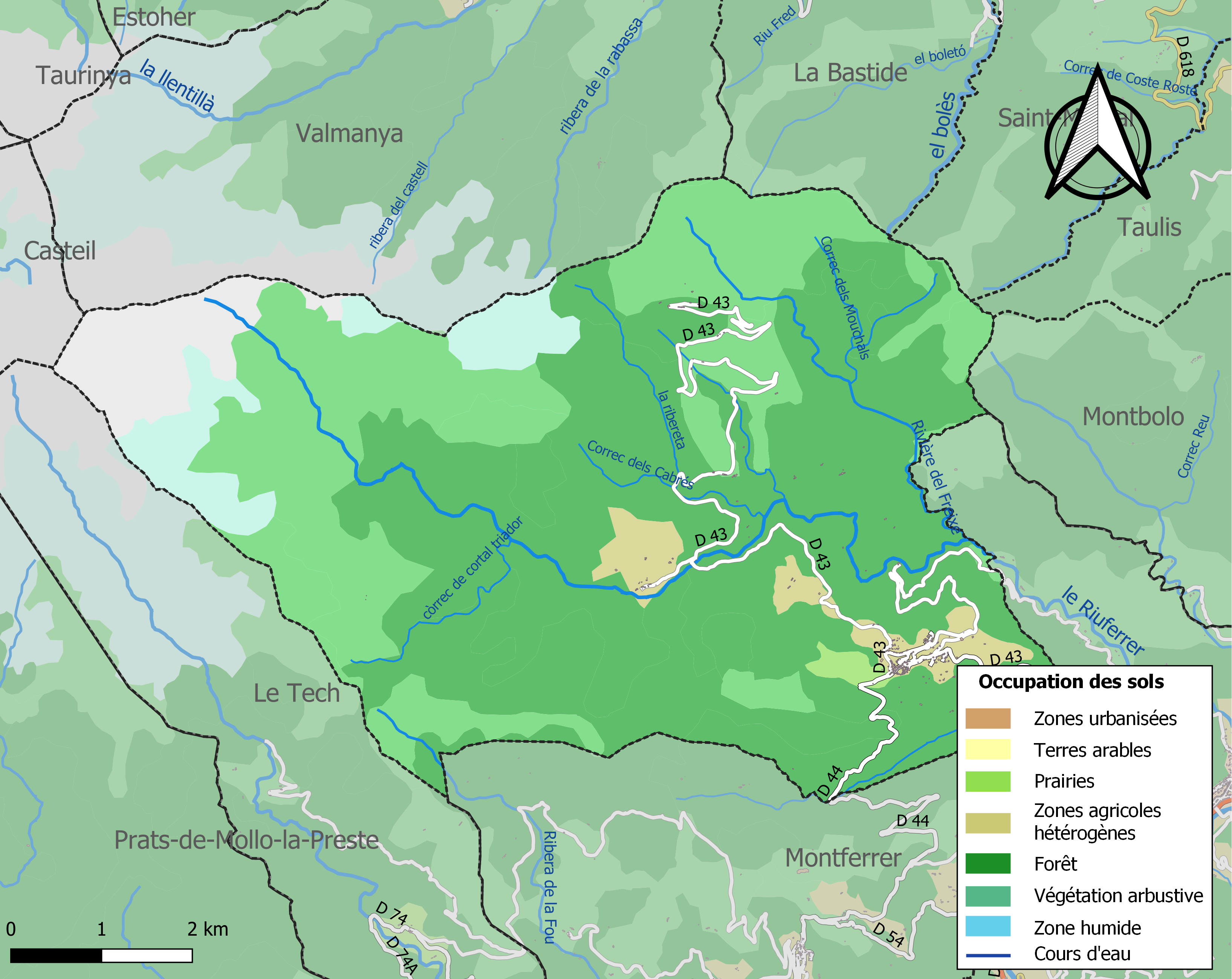
Carte des infrastructures et de l'occupation des sols de la commune en 2018 (CLC).

### Risques majeurs
Le territoire de la commune de Corsavy est vulnérable à différents aléas naturels : inondations, climatiques (grand froid ou canicule), feux de forêts, mouvements de terrains, avalanche  et séisme (sismicité moyenne). Il est également exposé à deux risques particuliers, les risques radon et minier,.

#### Risques naturels
Certaines parties du territoire communal sont susceptibles d’être affectées par le risque d’inondation par crue torrentielle de cours d'eau du bassin du Tech.
Les mouvements de terrains susceptibles de se produire sur la commune sont soit des mouvements liés au retrait-gonflement des argiles, soit des glissements de terrains, soit des chutes de blocs, soit des effondrements liés à des cavités souterraines. Une cartographie nationale de l'aléa retrait-gonflement des argiles permet de connaître les sols argileux ou marneux susceptibles vis-à-vis de ce phénomène. L'inventaire national des cavités souterraines permet par ailleurs de localiser celles situées sur la commune.
Ces risques naturels sont pris en compte dans l'aménagement du territoire de la commune par le biais d'un plan de prévention des risques inondations et mouvements de terrains.

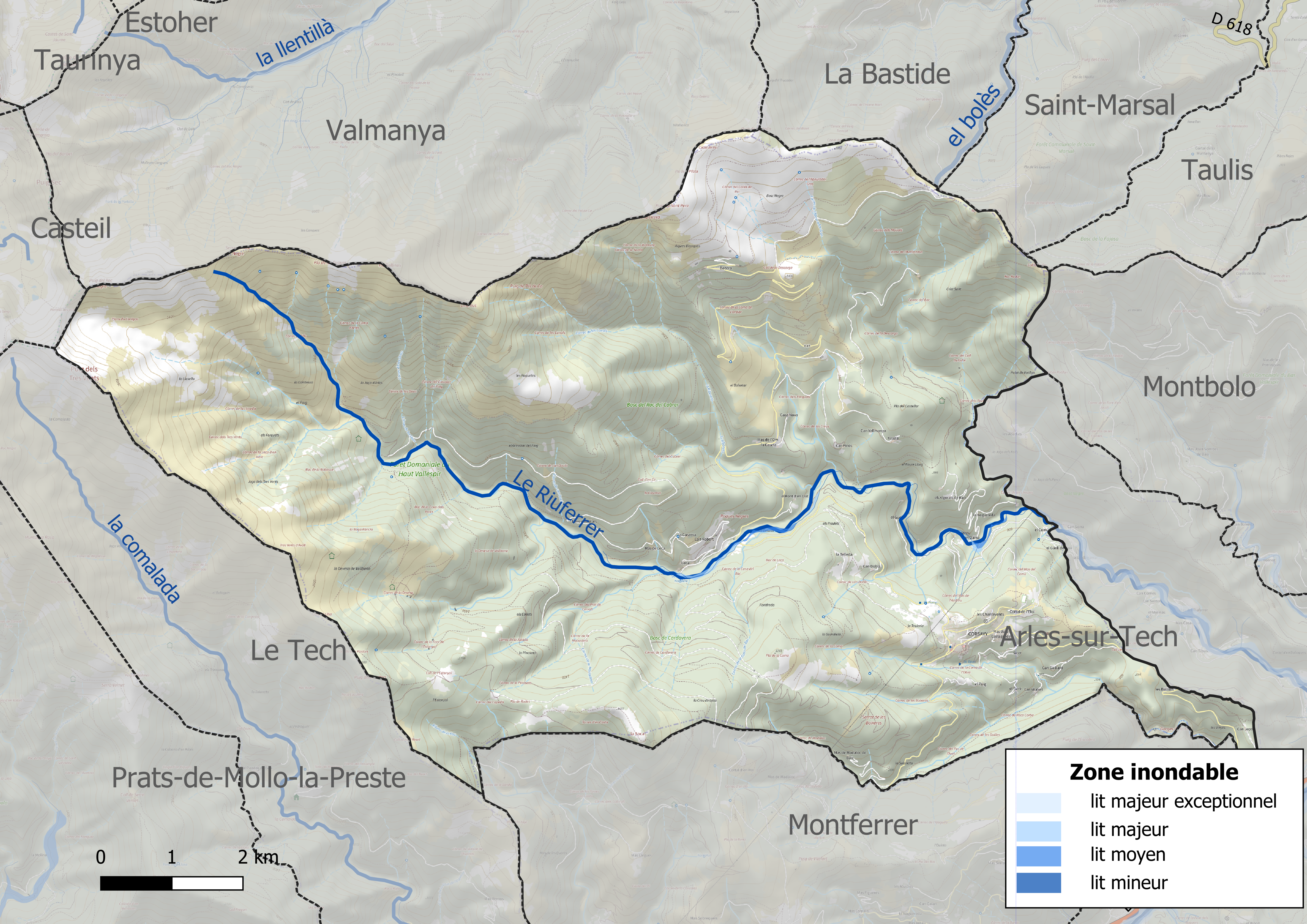
Carte des zones inondables.
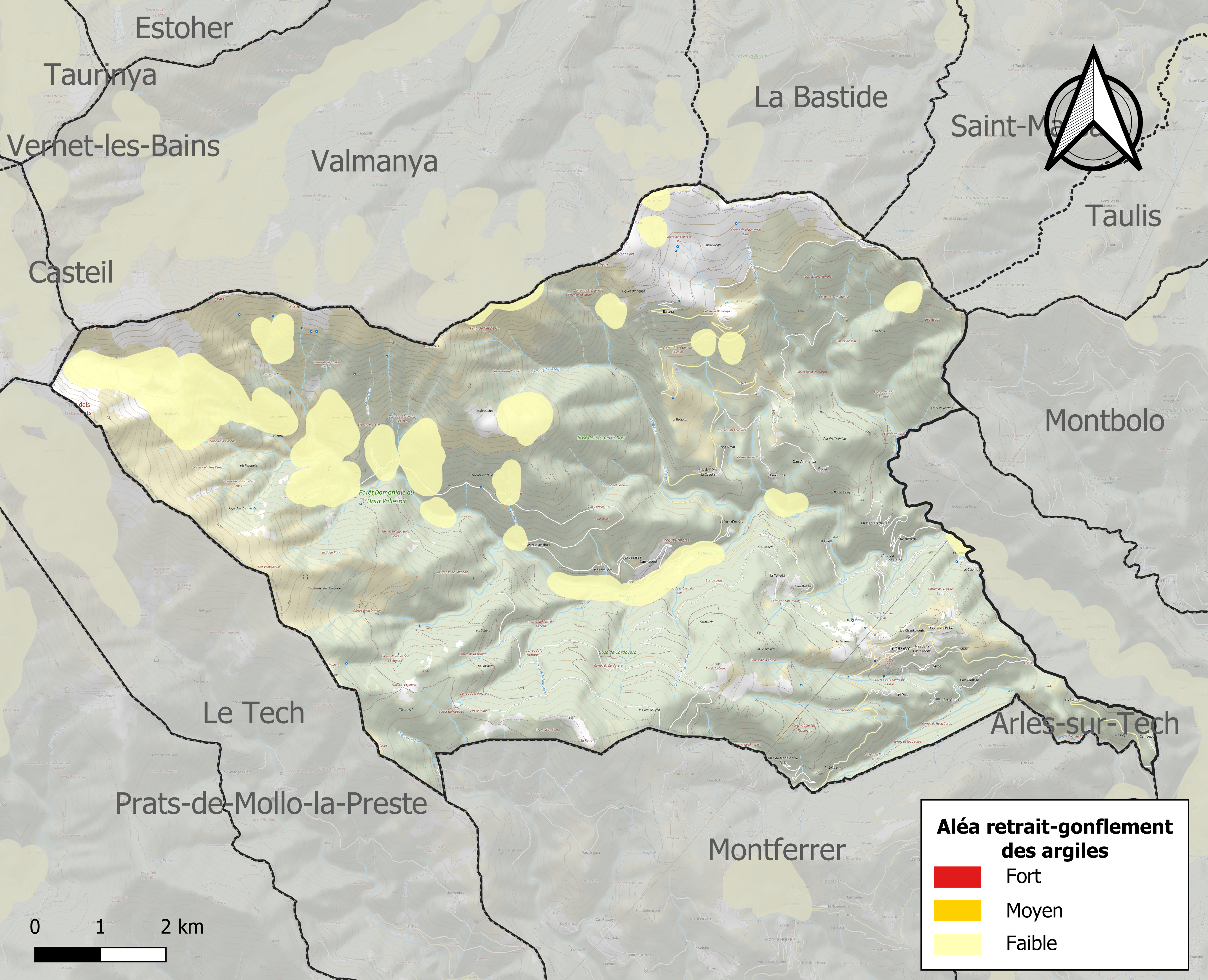
Carte des zones d'aléa retrait-gonflement des argiles.

#### Risque particulier
La commune est concernée par le risque minier, principalement lié à l’évolution des cavités souterraines laissées à l’abandon et sans entretien après l’exploitation des mines.
Dans plusieurs parties du territoire national, le radon, accumulé dans certains logements ou autres locaux, peut constituer une source significative d’exposition de la population aux rayonnements ionisants. Toutes les communes du département sont concernées par le risque radon à un niveau plus ou moins élevé. Selon la classification de 2018, la commune de Corsavy est classée en zone 3, à savoir zone à potentiel radon significatif.

## Toponymie
En catalan, le nom de la commune est Cortsaví. Il a pour origine le bas latin cortis (du latin cohortis) puis le catalan cort, qui désigne un enclos ou une ferme, et le patronyme latin Sabinus devenu Saví en catalan. La forme Corsaví apparaît à la fin du moyen âge. Un y final est apposé en français au XVIIIe siècle selon une pratique habituelle dans la région.

## Histoire

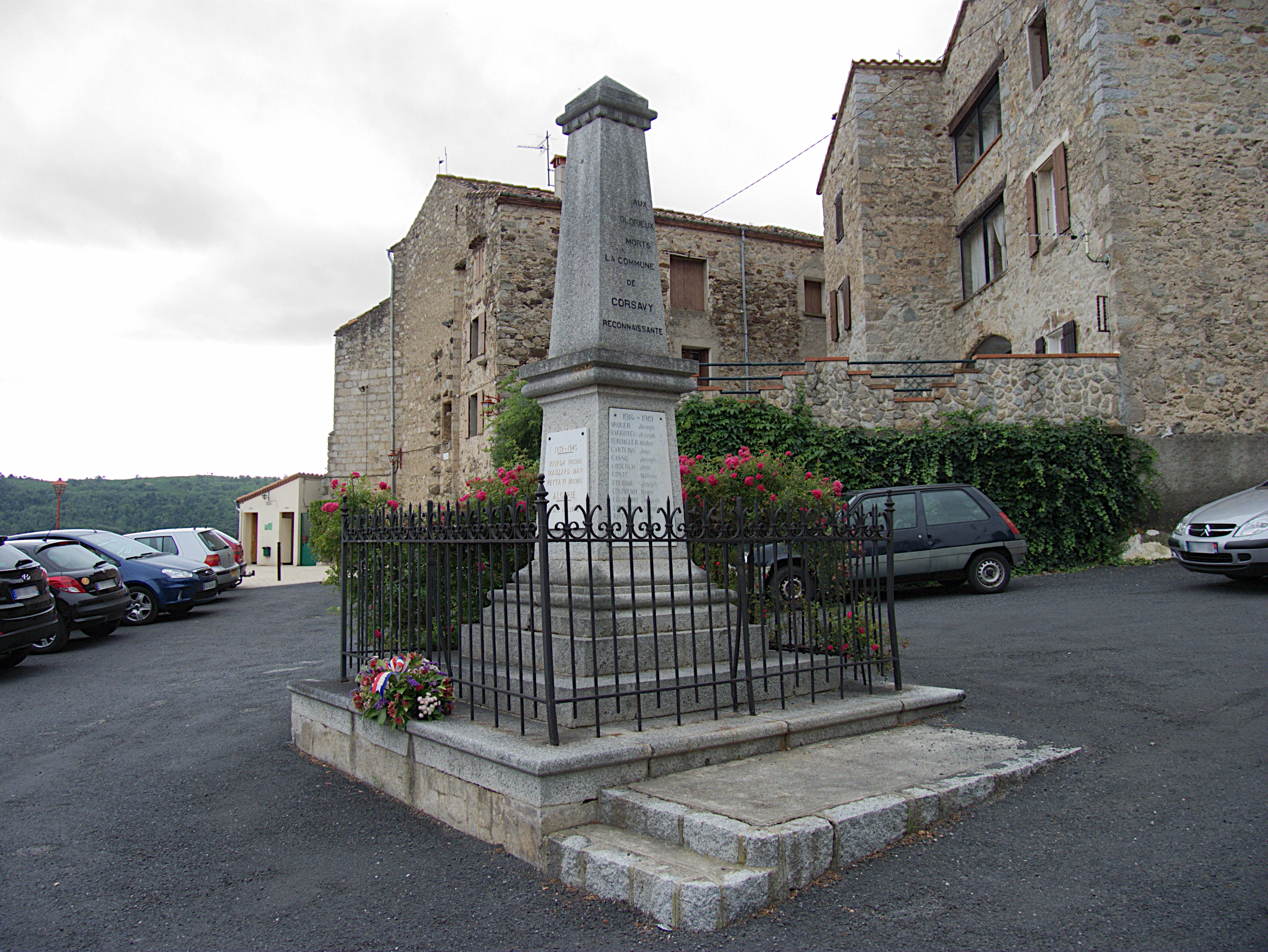
Le monument aux morts.

Connu dès l'Antiquité, le fer de Corsavy issu des mines de Batère fut exploité jusqu'à la fin du XXe siècle.
Le hameau de Leca, qui dépendait de Montferrer sous l'ancien régime, est intégré à la commune de Corsavy en 1800.

## Politique et administration

### Canton
La commune de Corsavy est incluse en 1790 dans le canton de Prats-de-Mollo. Elle est transférée dès 1793 au canton d'Arles qu'elle ne quitte plus par la suite,.
À compter des élections départementales de 2015, la commune de Corsavy rejoint le nouveau canton du Canigou.

### Liste des maires
| Période         | Période   | Identité                    | Étiquette | Qualité |
| --------------- | --------- | --------------------------- | --------- | ------- |
|                 |           |                             |           |         |
| vers 1834       | ?         | M. Villanova                |           |         |
|                 |           |                             |           |         |
| 20 février 1874 | ?         | Ange de Roig de Bourdeville |           |         |
|                 |           |                             |           |         |
| mars 2001       | mars 2008 | Jean Vaills                 | DVD       |         |
| mars 2008       | En cours  | Antoine Chrysostome,        |           |         |

## Population et société

### Démographie ancienne
La population est exprimée en nombre de feux (f) ou d'habitants (H).
| 1359 | 1365 | 1378 | 1470 | 1515 | 1553 | 1730 | 1767  | 1774 |
| ---- | ---- | ---- | ---- | ---- | ---- | ---- | ----- | ---- |
| 48 f | 37 f | 32 f | 5 f  | 2 f  | 12 f | 71 f | 687 H | 60 f |

| 1789  | 1790  | - | - | - | - | - | - | - |
| ----- | ----- | - | - | - | - | - | - | - |
| 109 f | 690 H | - | - | - | - | - | - | - |

Note :
- 1709 : dont 11 f pour Leca.

### Démographie contemporaine
L'évolution du nombre d'habitants est connue à travers les recensements de la population effectués dans la commune depuis 1793. Pour les communes de moins de 10 000 habitants, une enquête de recensement portant sur toute la population est réalisée tous les cinq ans, les populations de référence des années intermédiaires étant quant à elles estimées par interpolation ou extrapolation. Pour la commune, le premier recensement exhaustif entrant dans le cadre du nouveau dispositif a été réalisé en 2006.

En 2022, la commune comptait 247 habitants, en évolution de +13,82 % par rapport à 2016 (Pyrénées-Orientales : +3,92 %, France hors Mayotte : +2,11 %).
| 1793 | 1800 | 1806 | 1821 | 1831 | 1836 | 1841  | 1846 | 1851 |
| ---- | ---- | ---- | ---- | ---- | ---- | ----- | ---- | ---- |
| 583  | 634  | 712  | 752  | 803  | 986  | 1 007 | 974  | 906  |

| 1856 | 1861 | 1866 | 1872 | 1876 | 1881 | 1886 | 1891 | 1896 |
| ---- | ---- | ---- | ---- | ---- | ---- | ---- | ---- | ---- |
| 950  | 964  | 900  | 870  | 787  | 718  | 673  | 666  | 601  |

| 1901 | 1906 | 1911 | 1921 | 1926 | 1931 | 1936 | 1946 | 1954 |
| ---- | ---- | ---- | ---- | ---- | ---- | ---- | ---- | ---- |
| 689  | 778  | 884  | 548  | 422  | 386  | 373  | 277  | 327  |

| 1962 | 1968 | 1975 | 1982 | 1990 | 1999 | 2006 | 2011 | 2016 |
| ---- | ---- | ---- | ---- | ---- | ---- | ---- | ---- | ---- |
| 346  | 282  | 263  | 190  | 194  | 204  | 198  | 238  | 217  |

| 2021 | 2022 | - | - | - | - | - | - | - |
| ---- | ---- | - | - | - | - | - | - | - |
| 244  | 247  | - | - | - | - | - | - | - |

| selon la population municipale des années : | 1968 | 1975 | 1982 | 1990 | 1999 | 2006 | 2009 | 2013 |
| Rang de la commune dans le département      | 112  | 112  | 129  | 137  | 136  | 146  | 140  | 136  |
| Nombre de communes du département           | 232  | 217  | 220  | 225  | 226  | 226  | 226  | 226  |

### Manifestations culturelles et festivités
- Fête patronale : 11 novembre[41] ;
- Fête communale : 13 juillet[41] ;

## Économie

### Revenus
En 2018, la commune compte 86 ménages fiscaux, regroupant 154 personnes. La médiane du revenu disponible par unité de consommation est de 20 310 € (19 350 € dans le département).

### Emploi
|                | 2008   | 2013   | 2018   |
| -------------- | ------ | ------ | ------ |
| Commune        | 10,7 % | 8 %    | 10,6 % |
| Département    | 10,3 % | 12,9 % | 13,3 % |
| France entière | 8,3 %  | 10 %   | 10 %   |

En 2018, la population âgée de 15 à 64 ans s'élève à 144 personnes, parmi lesquelles on compte 68,1 % d'actifs (57,5 % ayant un emploi et 10,6 % de chômeurs) et 31,9 % d'inactifs,. En  2018, le taux de chômage communal (au sens du recensement) des 15-64 ans est inférieur à celui du département, mais supérieur à celui de la France, alors qu'en 2008 il était supérieur à celui du département.
La commune fait partie de la couronne de l'aire d'attraction d'Amélie-les-Bains-Palalda, du fait qu'au moins 15 % des actifs travaillent dans le pôle,. Elle compte 55 emplois en 2018, contre 62 en 2013 et 59 en 2008. Le nombre d'actifs ayant un emploi résidant dans la commune est de 86, soit un indicateur de concentration d'emploi de 63,7 % et un taux d'activité parmi les 15 ans ou plus de 51 %.
Sur ces 86 actifs de 15 ans ou plus ayant un emploi, 31 travaillent dans la commune, soit 36 % des habitants. Pour se rendre au travail, 81 % des habitants utilisent un véhicule personnel ou de fonction à quatre roues, 4,8 % s'y rendent en deux-roues, à vélo ou à pied et 14,3 % n'ont pas besoin de transport (travail au domicile).

### Activités hors agriculture

#### Secteurs d'activités
20 établissements sont implantés  à Corsavy au 31 décembre 2019.
Le secteur du commerce de gros et de détail, des transports, de l'hébergement et de la restauration est prépondérant sur la commune puisqu'il représente 40 % du nombre total d'établissements de la commune (8 sur les 20 entreprises implantées  à Corsavy), contre 30,5 % au niveau départemental.

### Agriculture
|               | 1988 | 2000 | 2010 | 2020 |
| ------------- | ---- | ---- | ---- | ---- |
| Exploitations | 9    | 6    | 5    | 3    |
| SAU (ha)      | 383  | 316  | 350  | 197  |

La commune est dans les « Vallespir et Albères », une petite région agricole située dans le sud du département des Pyrénées-Orientales. En 2020, l'orientation technico-économique de l'agriculture  sur la commune est l'élevage d'ovins ou de caprins. Trois exploitations agricoles ayant leur siège dans la commune sont dénombrées lors du recensement agricole de 2020 (neuf en 1988). La superficie agricole utilisée est de 197 ha,,.

## Culture locale et patrimoine

### Monuments et lieux touristiques
Les éléments notable du patrimoine de Corsavy sont les suivants :
- les deux dolmens de la Cova d'en Rotllan ;
- l'ancienne église Saint-Martin de Corsavy, du XIIe siècle et en ruines ;
- la nouvelle église Saint-Martin de Corsavy, du XVIIe siècle ;
- la tour de Corsavy, du XIIIe siècle ;
- la tour de Batère, du XIIIe siècle.

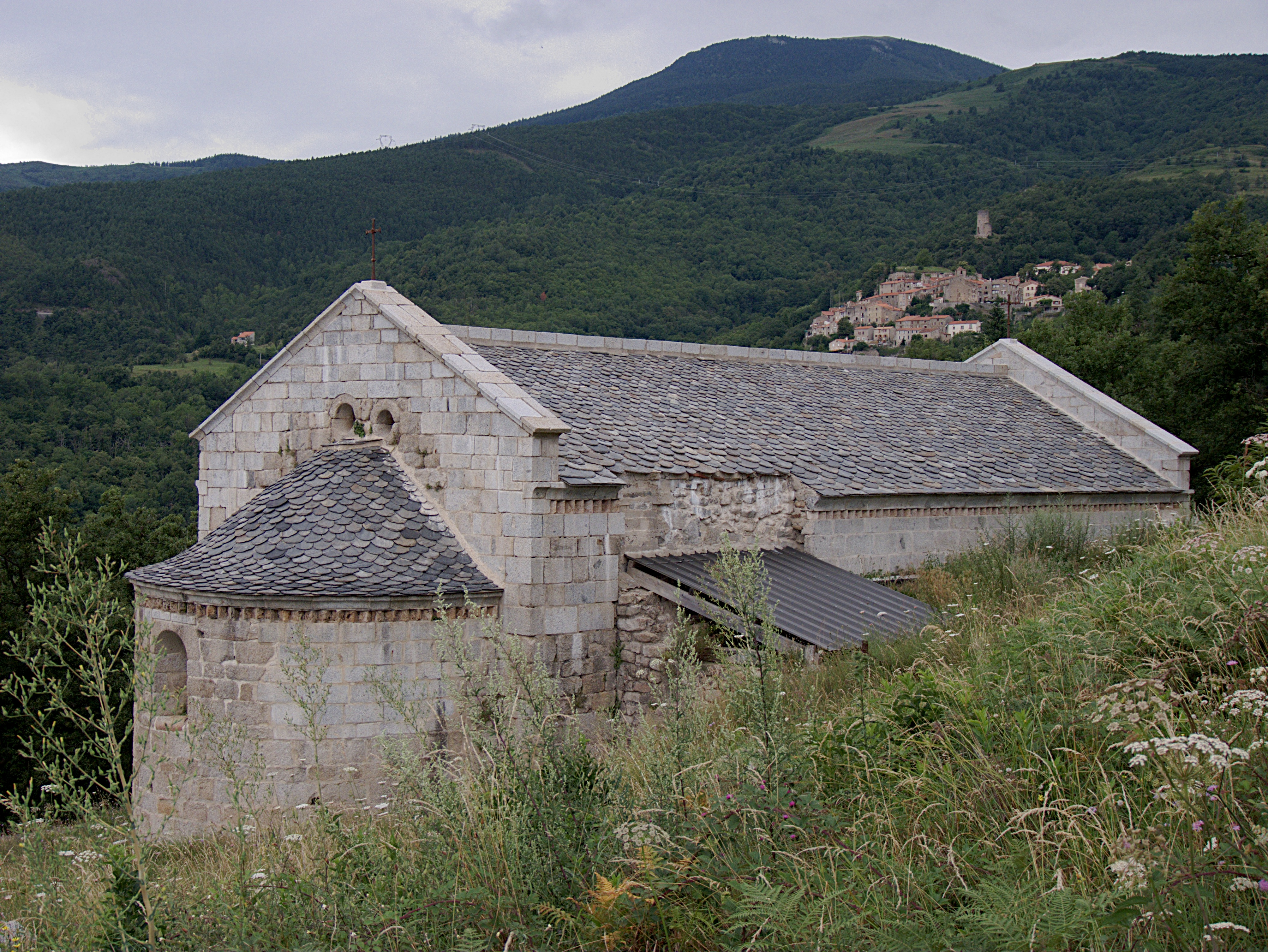
L'ancienne église Saint-Martin.
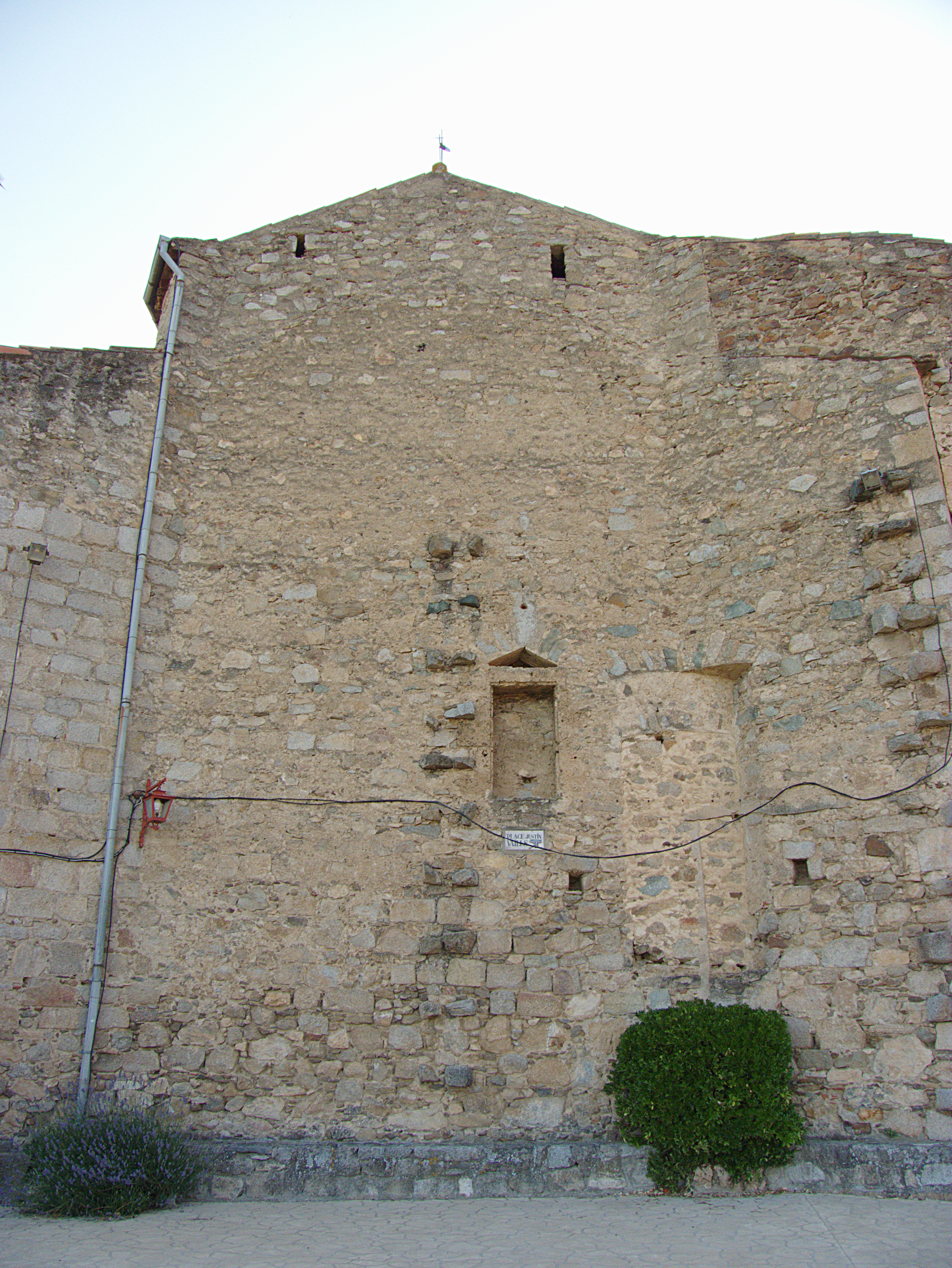
La nouvelle église Saint-Martin.
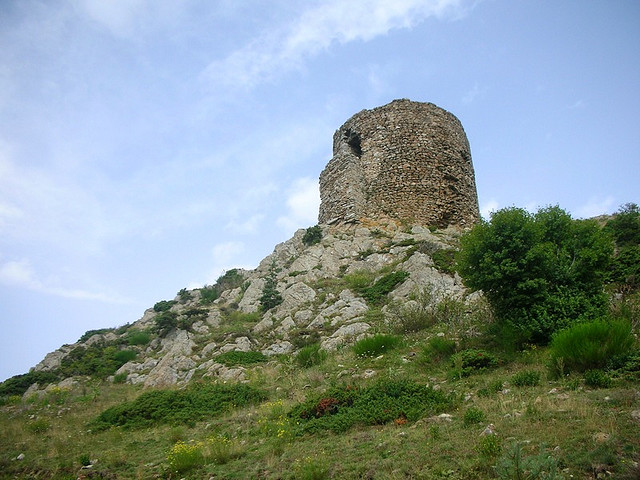
La tour de Batère.

### Patrimoine environnemental
- Gorges de la Fou.

### Personnalités liées à la commune
Les frères Pallade et Simon Violet créateur du BYRRH